# Alberto y Lost Trios Paranoias
Alberto y Lost Trios Paranoias (surnommés The Albertos) est un groupe de comedy rock formé à Manchester en Angleterre en 1973 et séparé en 1982. Le nom parodie celui de la formation latino-américaine Alberto y Los Trios Paraguayos.

## Carrière
Le groupe est formé en 1973 par deux anciens membres de Greasy Bear, Chris "C.P." Lee et le batteur Bruce Mitchell, avec Les Prior (chant), Jimmy Hibbert (chant, basse), Bob Harding (chant, guitare, basse), Simon White (steel guitar, guitare), Tony Bowers (basse, guitare) et Ray "Mighty Mongo" Hughes (second batteur). Il parodiait impitoyablement les grands noms du rock des années 1970. L'une de ses parodies les plus populaires est celle de la chanson Heroin du Velvet Underground composée par Lou Reed qui est devenue Anadin, du nom commercial au Royaume-Uni d'un antalgique en vente libre.
En 1975, le groupe sort un premier single sur le label Transatlantic, Dread Jaws, mêlant le récent statut de superstar de Bob Marley et le gros succès obtenu simultanément par le film Les Dents de la mer (Jaws en version originale).
Le premier album, Alberto Y Lost Trios Paranoias, sort en 1976 suivi en 1977 par Italians From Outer Space et Skite en 1978.
Sur scène le groupe créé en 1977 son œuvre maîtresse, la pièce musicale Snuff Rock (également connue sous le titre Sleak), inspirée du film Snuff et du concept de snuff movie, contant l'histoire d'une rockstar suicidaire nommée Sleak. La pièce est jouée au Royal Court Theatre et au Round House à Londres. L'EP Snuff Rock, publié sur Stiff Records, en présente quatre chansons qui se moquent du phénomène punk rock, visant les Sex Pistols avec Gobbing On Life, The Damned avec Kill et The Clash avec Snuffin 'Like That, les groupes de reggae n'étant pas en reste avec le titre Snuffin' In The Babylon.
En 1978, le single Heads Down No Nonsense Mindless Boogie, une parodie du groupe Status Quo, parvient à la 47e place du classement des ventes de singles au Royaume-Uni seul disque du groupe à entrer dans les charts officiels britanniques.
Les Prior décède en janvier 1980 d'une leucémie, laissant un grand vide dans le groupe. La même année, la pièce Snuff Rock est un échec aux États-Unis.
Après une deuxième pièce musicale, Never Mind the Bullocks, qui n'obtient pas le succès escompté et le lancement d'une émission télévisée Teach Yourself Gibberish, les Albertos se séparent en 1982.
On estime que la marque parodique du groupe était dans la même tradition anglaise que celle des Barron Knights et du Bonzo Dog Doo-Dah Band, mais une meilleure comparaison pourrait être faite avec la parodie de bluegrass / country du groupe américain Austin Lounge Lizards.

## Discographie

### Albums
- 1976 - Alberto Y Lost Trios Paranoias (Transatlantic Records)
- 1977 - Italians From Outer Space (Transatlantic Records)
- 1978 - Skite (Logo Records)

### Compilations
- 1980 - The Worst of the Berts (Logo Records)
- 1991 - Snuff Rock – the Best of the Albertos (Mau Mau Records)
- 1997 - Radio Sweat (sous le nom de C.P. Lee and Alberto y Lost Trios Paranoias - Overground Records)
- 2001 - Mandrax Sunset Variations (Castle Records)

### Singles
- 1976 - Dread Jaws (Transatlantic)
- 1977 - Snuff Rock EP (Stiff)
- 1977 - Old Trust (Logo)
- 1978 - Heads Down No Nonsense Mindless Boogie (Logo)
- 1978 - F**k You (Logo)
- 1978 - Juan Lopez (Logo)
- 1982 - Cruisin' With Santa (New Hormones)